# وندرهوف، بریتیش کلمبیا
وندرهوف، بریتیش کلمبیا (به انگلیسی: Vanderhoof, British Columbia) یک شهرک در کانادا است که در Regional District of Bulkley-Nechako واقع شده‌است.

## خصوصیات
وندرهوف ۵۴٫۸۳ کیلومترمربع مساحت و ۴٬۴۸۰ نفر جمعیت دارد و ۶۴۰ متر بالاتر از سطح دریا واقع شده‌است.